# Agente provocador
El agente provocador (término original en francés: agent provocateur) es la persona que instiga a otro a cometer un delito o actos punibles o comprometedores, con la finalidad de que el accionar del provocado sea descubierto y castigado. También se habla de provocación policial.

## Conceptualización
Se escribió en el  Programa de Derecho Criminal que el agente provocador es la persona “que instiga a otro a cometer un delito, no porque él tenga interés en la consumación de ese delito o enemistad contra la víctima designada, sino por el contrario, porque tiene interés en que el delito se cometa o se tiente con el fin de que por él le suceda un mal al mismo instigado”. En sentido similar opina el penalista Carlos Creus. En sentido también coincidente se ha dicho con otras palabras que es la persona “que instiga a otra a la ejecución de un hecho ilícito, o que a través de su conducta provoca las circunstancias de hecho necesarias para que aquel ejecute un delito, con el fin de comprobar dicha ilicitud para reprimirla”.
Se ha declarado que no encuadra dentro de la figura de agente provocador el acto de una persona que responde al ofrecimiento voluntario al público de la realización de la maniobra del imputado; en el caso se resuelve que no es agente provocador quien concurre a un local abierto al público y adquiere mercadería de procedencia ilegal que allí se ofrece, con la finalidad de poner al descubierto el delito.
La Comisión Real Británica sobre el Crimen definió en 1928 la figura del agente provocador como aquel que induce otro a cometer un delito que de otro modo no hubiese cometido y procede o informa sobre dicho delito.
Los elementos de la figura del agente provocador son tres:
- Primero se requiere de un elemento objetivo representado por la incitación del agente provocador, este debe tomar la iniciativa a consecuencia de la cual surge la resolución delictiva en la persona del provocado.
- Segundo tener un elemento subjetivo, representado por la conducta del agente provocador que aspira a conseguir una meta que difiere por completo de la que por lo común persigue el delincuente, pues su intervención en el hecho tiene como fin inmediato lograr el castigo de la persona provocada.
- Por último, el tercer elemento característico consiste en que el agente provocador ha puesto todos los medios adecuados para evitar que se pueda alcanzar el resultado desaprobado.

Consecuentemente, sólo cabe hablar de un agente provocador y como consecuencia de un delito provocado cuando la intervención tiene lugar antes de que los posibles autores hayan comenzado la preparación del hecho. Por lo contrario, cuando la preparación para la comisión del delito ya ha comenzado, y la policía tiene fundadas sospechas de que esto es así, no existe ya una provocación en el sentido de la inducción del artículo 28.a) del Código Penal, dado que los autores tienen ya decidida la comisión del delito y, por lo tanto, ya no es posible crear el dolo en los autores, pues éstos ya están obrando de ese modo.
Conducta del agente provocador
Por lo que respecta a la conducta del agente provocador hay que distinguir dos supuestos:
Primero que no se haya inducido a la comisión del delito, sino que el simulado obrar del agente provocador, que es un agente policial, se ha dirigido a descubrir aquel ya cometido con anterioridad. la participación en este acto del agente policial se haya justificada por el cumplimiento de los deberes de su cargo, siendo, por tanto, un comportamiento lícito, dentro de los límites de la Constitución Española (art. 126) y la Ley de Enjuiciamiento Criminal (arts. 282 y ss,) y el artículo 11 de la L.O. 2/1986 de Fuerzas y Cuerpos de Seguridad del Estado.
Segundo que exista un delito realmente provocado, en este caso, la conducta del agente provocador no sería punible, ya que este obra sin el doble dolo que la inducción requiere.
La combinación de los dos presupuestos, decisiva para dar una respuesta coherente al tema de la responsabilidad del agente provocador que obra a título de partícipe. Sólo así puede justificarse el por qué el agente provocador debe quedar impune en buena parte de los casos en que interviene. Su impunidad es consecuencia de que su comportamiento no fundamenta, generalmente, el injusto que posibilita la imposición de una pena. Y no lo fundamenta bien porque no contribuye real y efectivamente al ataque del interés jurídicamente tutelado en el tipo de la partes especial, bien porque este no está protegido frente a sus ataques. El último capítulo se dedica a examinar las relaciones entre la conducta del agente provocador y el delito imposible. En opinión del doctorando, la remisión del tema al marco de la tentativa inidónea, para en su seno dar respuesta a la responsabilidad del agente provocador, supone incurrir en un patente error metodológico. Indica que no debe darse de lado la circunstancia de que conceptualmente carece de voluntad de lesionar o poner en peligro el bien jurídico. Consecuentemente no es procedente remitir su conducta al párrafo segundo del artículo 5.º C.P la tentativa inidónea requiere, inexcusablemente, de un momento subjetivo representado por la intención de cometer un delito. 

## Diferencia con otras figuras penales
Agente encubierto
El agente encubierto es “todo aquel funcionario de las fuerzas de seguridad autorizado...que presta su consentimiento y ocultando su identidad, se infiltra o introduce en las organizaciones criminales o asociaciones delictivas, con el fin de identificar o detener a los autores, partícipes o encubridores, de impedir la consumación de un delito, o para reunir información y elementos de prueba necesarios para la investigación, con autorización judicial.”  En todos los casos el agente debe pertenecer a las fuerzas de seguridad y tener la autorización judicial para actuar como tal respecto de un caso concreto.
Si el agente se involucra de tal manera que hubiese creado o instigado la ofensa criminal en la cabeza del delincuente, no es un agente encubierto sino un agente provocador (CSJN, Fallos 313:1305 “Fiscal c/ Fernández).
Agente revelador
El agente revelador es "el agente de las fuerzas de seguridad o policiales designado a fin de simular interés y/o ejecutar el transporte, compra o consumo, para sí o para terceros de dinero, bienes, personas, servicios, armas, estupefacientes o sustancias psicotrópicas, o participar de cualquier otra actividad de un grupo criminal, con la finalidad de identificar a las personas implicadas en un delito, detenerlas, incautar los bienes, liberar a las víctimas o de recolectar material probatorio que sirva para el esclarecimiento de los hechos ilícitos. En tal sentido, el accionar del agente revelador no es de ejecución continuada ni se perpetúa en el tiempo, por lo tanto, no está destinado a infiltrarse dentro de las organizaciones criminales como parte de ellas." Su actuación requiere la designación de la autoridad judicial.
Informante
Es la persona que "bajo reserva de identidad, a cambio de un beneficio económico, aporte a las fuerzas de seguridad, policiales u otros organismos encargados de la investigación de hechos ilícitos, datos, informes, testimonios, documentación o cualquier otro elemento o referencia pertinente y útil que permita iniciar o guiar la investigación para la detección de individuos u organizaciones dedicados a la planificación, preparación, comisión, apoyo o financiamiento" de cierto tipo de delitos especificados por la legislación.
Entrega vigilada
Es cuando el juez autoriza a que se postergue la detención de personas o secuestro de bienes cuando estime que la ejecución inmediata de dichas medidas puede comprometer el éxito de la investigación. Esta facultad incluye la posibilidad de suspender la interceptación en territorio argentino de una remesa ilícita y permitir que entren, circulen o salgan del territorio nacional, sin interferencia de la autoridad competente y bajo su control y vigilancia, con el fin de identificar a los partícipes, reunir información y elementos de convicción necesarios para la investigación siempre y cuando tuviere la seguridad de que será vigilada por las autoridades judiciales del país de destino.
El agente provocador no es un instigador punible porque quiere evitar el delito, o sea la contrapartida de la instigación; en contraposición a tal afirmación, se ha planteado la opinión que considera que nada quita a que la actividad provocadora se plasme mediante un comportamiento de autoría o de participación, en todas sus formas. La creación o instigación al delito con el fin de que el eventual sospechoso caiga en la celada, generando así el dolo delictivo en quien no lo tiene, es lo que lo diferencia del agente encubierto. La jurisprudencia sostiene que, como la función de prevención excluye la producción misma del delito tentando inocentes, los medios de prueba que aporte un mero agente provocador no serán utilizables.
En el Código de Derecho Penal español, por ejemplo, el delito provocado puede ser considerado como tentativa inidónea (resultando el delincuente impune), e incluso si el delito se produjera contra la voluntad del agente provocador este podría ser condenado por delito imprudente. Existen artículos, como el 263 bis de la Ley de Enjuiciamento Criminal, que permiten este tipo de artimañas, por ejemplo en temas antidroga. Sin embargo, el agente provocador es una figura de dudosa constitucionalidad y fundamentación como medio democrático, por lo que su legitimación es más propia como medio de espionaje, represor o dictatorial.

## Prevención de agentes provocadores en manifestaciones públicas
A veces el accionar del agente provocador tiene el interés político de perjudicar a un grupo ante la opinión pública, especialmente en ocasión de manifestaciones públicas, sea fingiéndose un simpatizante de la misma o mediante acciones que buscan una reacción desde ella. Para prevenir infiltraciones de agentes provocadores, los organizadores de manifestaciones largas o arriesgadas pueden organizar su propio servicio de orden, y hacer copwatching.
En algunos casos los gobiernos recurren a agentes provocadores o infiltrados, como método de espió aje contra los manifestantes o como causa para iniciar la represión de una protesta o como método de desviar la atención o deslegitimar el reclamo, recurriendo a encapuchados o agentes de civil.

## Agentes provocadores famosos
- Claude Covassi